# Universität Victor Segalen Bordeaux II
Die Universität Victor Segalen Bordeaux II (französisch Université Victor Segalen de Bordeaux II) ist eine von vier Universitäten der Stadt Bordeaux im Département Gironde in Frankreich. Sie wurde 1971 gegründet und ihr Campus befindet sich sowohl in Bordeaux als auch in Talence. 2008 sind etwa 15.000 Studenten eingeschrieben. Das Angebot der Universität deckt die Studiengebiete Medizin, Geisteswissenschaften, Sport und Önologie ab. Sie ist nach dem französischen Schriftsteller, Marinearzt, Ethnologen und Archäologen Victor Segalen benannt.

## Standorte

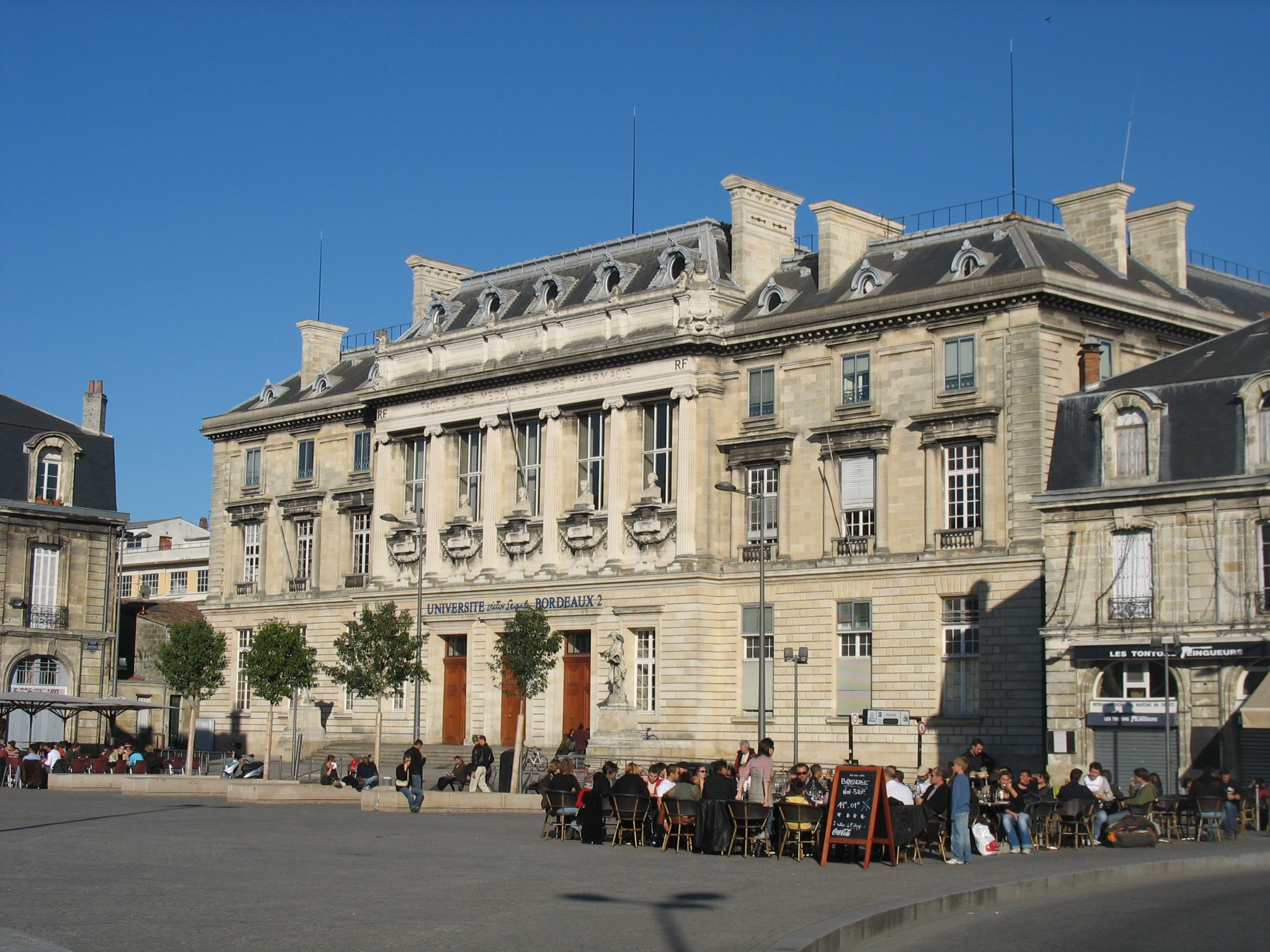
Campus la Victoire

Die Universität ist auf drei Standorte verteilt:
- Campus la Victoire: Im Stadtzentrum von Bordeaux, am Place de la Victoire, in den Gebäuden der alten pharmazeutischen Fakultät, wo die Ausbildung in Humanwissenschaft erfolgt.
- Campus Carreire: Gelegen auf dem Gelände der CHU de Bordeaux (Centre hospitalier universitaire de Bordeaux), für die medizinische Ausbildung.
- Campus Talence-Pessac: Auf dem Campus der drei anderen Universitäten gelegen. Dort findet die Ausbildung in Önologie und Sportwissenschaft statt.

## Studienangebot
Die Universität umfasst eine Schule, drei Institute und zehn Fachrichtungen:
- Eine Hochschule für molekularbiologische Methoden (ESTBB)[1]
- Ein Institut für Kognitionswissenschaft (IDC)[2]
- Ein Institut für Öffentliche Gesundheit, Epidemiologie und Entwicklung (ISPED)[3]
- Institut für ein Hydrotherapie, verlagert nach Dax[4]
- Drei Fachrichtungen der Medizin,[5]
- Eine Fachrichtung für Kieferorthopädie
- Eine Fachrichtung der Önologie[6]
- Eine Fachrichtung Pharmazeutische Wissenschaften[7]
- Eine Fachrichtung Geisteswissenschaften,
- Eine Fachrichtung Wissenschaft und Modellbildung (S & M)[8]
- Eine Fachrichtung Life Sciences[9]
- Eine Fachrichtung Sportwissenschaft und Leibeserziehung

## Forschung
Die Universität zählt 32 Laboratorien, die mit nationalen französischen Forschungsorganisationen assoziiert sind, z. B. mit dem Institut national de la santé et de la recherche médicale (INSERM), dem Centre national de la recherche scientifique (CNRS), dem Institut National de la Recherche en Agronomie (INRA), und dem Institut de recherche pour le développement (IRD). Diese 32 Einrichtungen sind vom Ministerium für nationale Erziehung, Forschung und Technik (Ministère de l'Éducation Nationale, de la Recherche et de la Technologie) anerkannt.
Des Weiteren werden an zwei Promotionsseminaren neue Forscher ausgebildet:
- École Doctorale des Sciences Biologiques et Médicales[10]
- École Doctorale des Sciences Humaines et Sociales[11]